# Paul J. McAuley
Paul J. McAuley (n. 23 aprilie 1955, Stroud, Anglia, Regatul Unit) este un biolog și scriitor englez. Principalul gen abordat este hard science fiction, iar temele preferate includ biotechnologia, istoria alternativă și călătoria în spațiu.

## Biografie
Paul J. McAuley s-a născut în Anglia în 1955, de ziua Sfântului Gheorghe. A lucrat ca cercetător în biologie în diferite universități, inclusiv Oxford și UCLA, iar timp de șase ani a fost lector de botanică la Universitatea Saint Andrews. Pe când avea 20 de ani, prima povestire pe care a terminat-o a fost acceptată de revista americană Worlds of If, dar aceasta a dat faliment înainte s-o publice. McAuley a luat asta drept un semn că ar fi cazul să se concentreze pe cariera sa academică. După o vreme a început din nou să scrie, în timpul petrecut la Los Angeles, iar acum este scriitor cu normă întreagă.

## Cariera scriitoricească
McAuley a început cu o serie space opera a cărei acțiune se petrece într-un viitor îndepărtat, Four Hundred Billion Stars, continuând cu Eternal Light și un planetary romance intitulată Of the Fall. Red Dust, care prezintă un viitor în care planeta Marte a fost colonizată de chinezi, este un planetary romance care conține o serie de tehnologii și motive SF: nanotehnologie, biotehnologie, inteligență artificială, realitate virtuală. Cărțile din seria Confluenței, care vorbește despre un viitor aflat la zece milioane de ani de noi, fac parte dintre numeroasele romane care apelează la teoria punctului Omega a lui Frank J. Tipler (aceea că universul pare să ecolueze către un grad maxim de complexitate și conștiință) .
Aproape simultan, el a publicat Pasquale's Angel, a cărui acțiune se petrece într-o Renaștere italiană alternativă și-i are ca personaje principale pe Niccolò Machiavegli (Machiavelli) și Leonardo da Vinci.
McAuley a apelat și la tema biotehnologiei și a nanotehnologiei: Fairyland descrie o Europă distopică, devastată de război, în care „păpuși” modificate genetic sunt folosite pe post de sclave. Începând cu anul 2001, el a realizat câteva tehno-thrillere bazate pe SF, cum ar fi The Secret of Life, Whole Wide World și White Devils.
Primul său roman, Four Hundred Billion Stars, a câștigat în 1988 premiul Philip K. Dick. Fairyland a primit premiul Arthur C. Clarke în 1996 și premiul John W. Campbell Memorial pentru cel mai bun roman SF în 1997. "The Temptation of Dr. Stein" a fost recompensat cu premiul British Fantasy, iar Pasquale's Angel cu premiul Sidewise pentru istorie alternativă.

## Opera

### Romane

#### Seria Four Hundred Billion Stars
- Four Hundred Billion Stars (1988) - premiul Philip K. Dick, 1988[10]
- Secret Harmonies (1989) - apărută în SUA cu titlul Of the Fall
- Eternal Light (1991) - nominalizare la premiul BSFA, 1991[13] și premiul Arthur C. Clarke, 1992[14]

#### Seria Confluenței
- Child of the River (1997)

ro. Copilul fluviului - editura Trei, 2014
- Ancients of Days (1998)
- Shrine of Stars (1999)
- Confluence - The Trilogy (2014)[15]

#### Seria Războiul liniștit
- The Quiet War (2008) - nominalizare la premiul Clarke, 2009[16]

ro. Războiul liniștit - editura Paladin, 2014
- Gardens of the Sun (2009)
- In the Mouth of the Whale (2012)
- Evening's Empires (2013)[17]

#### Seria The Choice
- Something Coming Through (2015)[18]
- Into Everywhere (2016)[18]

#### Alte romane
- Red Dust (1993)
- Pasquale's Angel (1994) — nominalizare la premiile Clarke și British Fantasy, 1995[19]
- Fairyland (1995) — nominalizare la premiul BSFA, 1995;[19], câștigător al premiilor Clarke, 1996[11] și Campbell, 1997[12]
- The Secret of Life (2001) — nominalizare la premiilel BSFA, 2001[20] și Clarke, 2002[21]
- Whole Wide World (2002)
- White Devils (2004) — nominalizare la premiul Campbell, 2005[22]
- Mind's Eye (2005) — nominalizare la premiul Campbell, 2006[23]
- Players (2007)
- Cowboy Angels (2007)

### Nuvele
- Making History (2000)
- The Eye of the Tyger (2003) - face parte din universul Doctor Who

### Volume de povestiri
- King of the Hill. London: Gollancz, 1988. ISBN 0-575-05001-2
  - The King of the Hill
  - Karl and the Ogre
  - Transcendence
  - The Temporary King
  - Exiles
  - Little Ilya and Spider and Box
  - The Airs of Earth
  - The Heirs of Earth
- The Invisible Country. London: Gollancz, 1996. ISBN 0-575-06072-7 — Philip K. Dick Award nominee, 1998[24]
  - "Gene Wars" (1991)
  - Prison Dreams
  - "Recording Angel" (1995)
  - Dr Luther’s Assistant
  - "The Temptation of Dr. Stein"  (1996)
  - Children of the Revolution
  - The True History of Doctor Pretorius
  - Slaves
- Little Machines. Harrogate: PS Publishing, 2005. ISBN 1-902880-94-3
  - The Two Dicks
  - Residuals
  - 17
  - All Tomorrow’s Parties
  - Interstitial
  - How we Lost the Moon
  - Under Mars
  - Danger: Hard Hack Area
  - The Madness of Crowds
  - The Secret of My Success
  - The Proxy
  - I Spy
  - The Rift
  - Alien TV
  - Before the Flood
  - A Very British History
  - Cross Roads Blues
- A Very British History. Harrogate: PS Publishing, 2013.[25][26]
  - Little Ilya and Spider and Box
  - The Temporary King
  - Cross Road Blues
  - Gene Wars
  - Prison Dreams
  - Children of the Revolution
  - Recording Angel
  - Second Skin
  - All Tomorrow’s Parties
  - 17
  - Sea Change, With Monsters
  - How We Lost the Moon, A True Story by Frank W. Allen
  - A Very British History
  - The Two Dicks
  - Meat
  - Rocket Boy
  - The Thought War
  - City of the Dead
  - Little Lost Robot
  - Shadow Life
  - The Choice

### Povestiri
- „Antarctica starts here”. Asimov's Science Fiction. 36 (10&11): 48–56. 2012.
- "A Brief Guide To Other Histories"
- "Edna Sharrow"
- "Inheritance"
- "Planet of Fear" (2015) in Old Venus (anthology)[27]
- "Rocket Boy"